# 马里尼 (德塞夫勒省)
马里尼（法語：Marigny，法語發音：[maʁiɲi]）是法国德塞夫勒省的一个市镇，属于尼奥尔区。

## 地理
马里尼（46°11'51"N, 0°25'4"W）面积31.72 平方千米，位于法国新阿基坦大区德塞夫勒省，该省份为法国西部内陆省份，北起曼恩-卢瓦尔省，西接旺代省，南至夏朗德省和滨海夏朗德省，东临维埃纳省。
与马里尼接壤的市镇（或旧市镇、城区）包括：博瓦尔叙尼奥尔、莱福斯、维利耶昂布瓦。

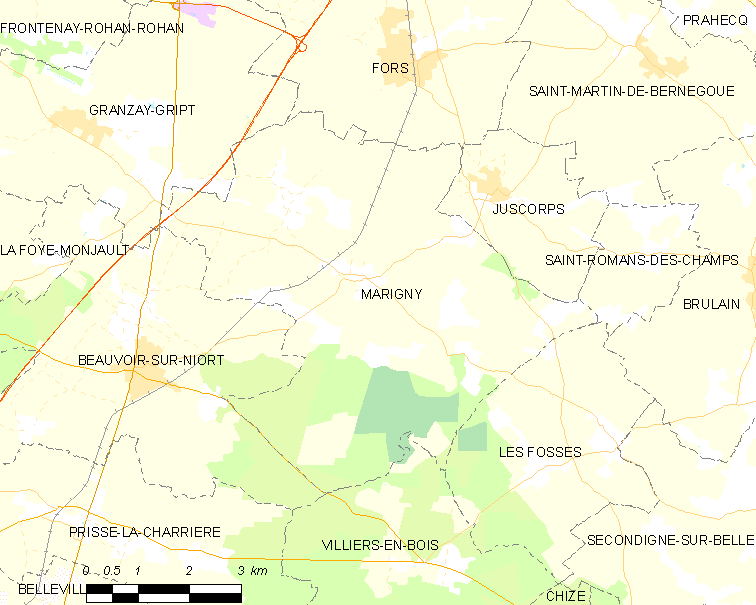
的OSM定位图

马里尼的时区为UTC+01:00、UTC+02:00（夏令时）。

## 行政
马里尼的邮政编码为79360，INSEE市镇编码为79166。

## 政治
马里尼所属的省级选区为米尼翁-布托讷县。

## 人口

1962-2008年间人口变化图示

马里尼于2022年1月1日时的人口数量为901人。